# Rázsó István
Rázsó István (Budapest, 1926. október 5. – Budapest, 1977. november 21.) magyar gyógyszerész.

## Életpályája
1949-től a honvédség ösztöndíjasa volt. A Budapesti Orvostudományi Egyetemen 1951-ben szerzett gyógyszerészi oklevelet. Harmadéves korától 1957. március 1-jéig a Magyar Honvédség állományában gyógyszerészként dolgozott, ekkor az Egészségügyi Minisztériumba került mint főelőadó 1963-ig. 1963 és 1967 között a Fővárosi Tanács Végrehajtó Bizottsága Gyógyszertári Központjában főgyógyszerész volt. 1967-ben a Fővárosi Tanács vezető főgyógyszerészévé, a Gyógyszertári Központ igazgatójává nevezték ki.
Budapesten megszervezte a kerületi főgyógyszerészi hálózatot. Vezetőségi tagja, majd alelnöke volt a Magyar Gyógyszerészeti Társaságnak. Irányította a VI. Gyógyszerészeti Kongresszus megszervezését. Tagja volt a Gyógyszerkönyv és az Egészségügyi Dolgozó című lap szerkesztő-bizottságának.
Sírja az Új köztemetőben található (47/4-1-14).

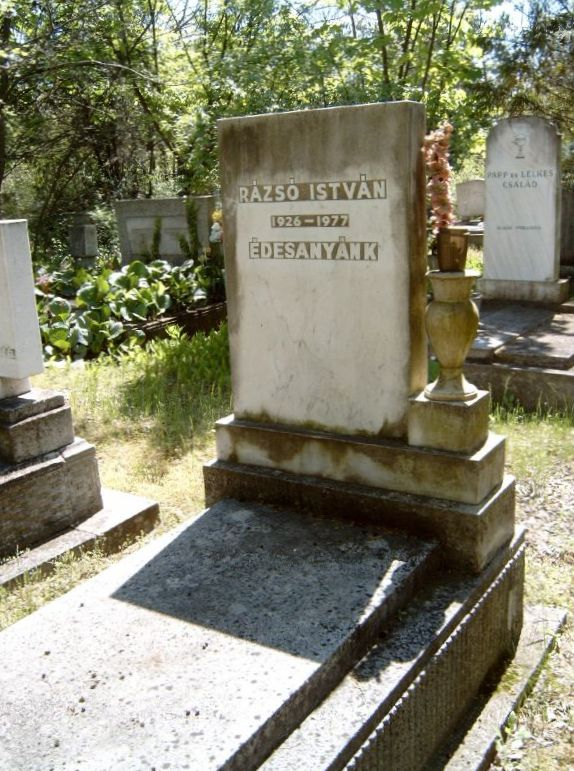
Sírja Budapesten. Új köztemető: 47/4-1-14

## Díjai, elismerései
- Than Károly-emlékérem (1972)[3]